# Ri Yong-ho
Pour le ministre des Affaires étrangères de Corée du Nord, voir Ri Yong-ho (homme politique) (en).
Le vice-maréchal Ri Yong-ho (Chosŏn'gŭl : 리영호 ; hanja : 李英浩 ; MR : Ri Yŏngho), né le 5 octobre 1942, est un officier supérieur nord-coréen. Il est membre du presidium central du bureau politique du Parti du travail de Corée de septembre 2010 à juillet 2012.

## Biographie

### Jeunesse et éducation
Ri Yong-ho naît dans l’arrondissement de Tongchon, dans la province de Kangwon le 5 octobre 1942. Il intègre l'Armée populaire de Corée en août 1959. Il est diplômé de l'université militaire Kim Il-sung.

### Carrière
À sa sortie de l'université, Ri Yong-ho est employé comme secrétaire général d'une division, directeur du département des opérations d'un corps d'armée, responsable d'un centre d'entraînement, sous-directeur du département des opérations de l’État-major, responsable adjoint puis responsable principal d'un centre d'entraînement de l'Armée populaire de Corée. Il est promu au rang de lieutenant général en 2002, et il occupe le poste commandant du Commandement de Défense de Pyongyang de 2003 à 2009. Sa carrière décolle en 2003 avec cette nomination qui le rend responsable de l'unité chargée de la défense de la capitale nord-coréenne et de la famille Kim.
Il est nommé Chef d'état-major de l'Armée populaire de Corée en février 2009. Il est élu membre du Presidium du Politburo (bureau politique) du Comité central du Parti du travail de Corée ainsi que vice-président de la Commission militaire centrale (en) à la conférence du Parti qui a lieu le 28 septembre 2010. C'est sous son commandement que l’armée du Nord avait bombardé fin 2010 une île sud-coréenne, attaque qui avait fait 4 morts sud-coréens. Il est promu au rang de vice-maréchal juste avant le début de la conférence. Par la suite, il apparaît aux côtés de Kim Jong-il à plusieurs occasions et donne un discours pendant la parade militaire en octobre de la même année qui célèbre le 65e anniversaire du Parti des travailleurs de Corée. En décembre 2011, il conduit — aux côtés de Kim Jong-eun — la procession funéraire à travers les rues de Pyongyang à la suite de la mort de Kim Jong-il. Le 25 avril 2012, il préside la parade célébrant le 80e anniversaire de la création de l'armée de Corée du Nord.

### Renvoi et mort possible
Le 16 juillet 2012, les médias officiels de Corée du Nord annoncent que Ri Yong-ho avait été relevé de toutes ses fonctions au sein du Parti, à savoir membre du Comité permanent du bureau politique, membre du bureau politique et vice-président de la Commission militaire centrale du Parti, « pour cause de maladie »,. Selon un porte-parole du Ministère de l'Unification sud-coréen, une telle pratique est « très inhabituelle », la réunion au cours de laquelle la décision est annoncée ayant eu lieu en présence du Comité permanent du Politburo au complet, des membres du Politburo et des membres candidats, ce qui relativise les raisons avancées pour son remplacement. Ri Yong-ho est remplacé par Hyon Yong-chol au poste de Chef de l'état-major. Le 20 juillet 2012, des rapports (non confirmés) émanent de Corée du Nord affirment que Ri Yong-ho avait été blessé ou tué au cours d'un échange de tir avec des troupes du bureau politique,.
Selon certains experts du pays, ce renvoi marque un changement dans le rapport de force existant entre le pouvoir politique et les forces armées en Corée du Nord, Kim Jong-eun marquant — par ce geste fort — sa volonté de garder sa mainmise sur l'armée,.